# Heinrich Tamm
Christoph Heinrich Tamm (* 7. Januar 1796 in Lobenstein; † 27. Juni 1876 ebenda) war ein deutscher Tuchfabrikant und Politiker.

## Leben
Tamm war der Sohn des gleichnamigen Tuchfabrikanten Christoph Heinrich Tamm aus Lobenstein und dessen Ehefrau Johanne Christiane Henriette geborene Brehm. Tamm, der evangelisch-lutherischer Konfession war, heiratete am 26. September 1829 in Lobenstein Johanne Franziska Friederike Fischer (* 18. November 1803 in Lobenstein; † 5. Februar 1872 ebenda), die Tochter des Lohgerbermeisters Kohann Konrad Fischer aus Lobenstein.
Tamm lebte als Tuchfabrikant in Lobenstein. Ab dem 3. Februar 1844 war er Dritter Ratsmann und ab dem 15. Oktober 1856 Erster Stadtrat und stellvertretender Bürgermeister in Lobenstein. 1848 wurde er Vorsitzender des "Vaterlandsvereins zu Lobenstein".
Vom 2. Oktober 1848 bis zum 21. Dezember 1849, vom 10. bis zum 26. November 1851 und vom 20. Februar 1856 bis 1857 und als Stellvertreter für Heinrich Greuner vom 15. bis zum 18. Dezember 1862 war er Mitglied im Landtag Reuß jüngerer Linie. 185 bis 1857 war er dort Alterspräsident. 